# Lista de seriale și filme originale Cartoon Network

Logo-ul Cartoon Network folosit din 2010.

Aceasta este o listă cu seriale și filme originale difuzate în trecut și prezent de Cartoon Network.

## Seriale difuzate în prezent[1]
- Aventurile bravului prinț Ivandoe (doar scurtmertraje difuzate în timpul pauzelor)
- Clarence
- Craig și dumbrava
- Grădinița Dramei Totale
- Haideți, Tineri Titani!
- Lamput
- Lego: Dreamzzz
- Să-nceapă aventura
- Uimitoarea lume a lui Gumball

## Seriale viitoare
- Năstrușnica lume a lui Gumball - serial nou - din 6 octombrie[2]
- Insula Dramei Totale (2023) - sezon nou - cândva în 2025[3]
- Iyanu - serial nou - candva in 2025

## Seriale scoase din grilă
- Acțiune: Dramă Totală
- Angelo e cel mai tare
- Animaniacii
- Aquaman: Regele Atlantisului
- Armura de Jad
- Atomic Betty
- Aventurile fraților urși
- Aventurile fraților ursuleți
- Aventurile lui Sarah Jane
- Aventurile reale ale lui Jonny Quest
- Bakugan
- Bakugan (2023)
- Bakugan: Battle Planet
- Batman din Viitor
- Batman: Neînfricat și cutezător
- BatRoți
- Battle B-Daman
- Băiatul Veveriță
- Beat Monsters
- Beetlejuice
- Ben 10
- Ben 10 (2016)
- Ben 10: Echipa extraterestră
- Ben 10: Omniverse
- Ben 10: Ultimate Alien
- Ben 10: Provocarea supremă
- Bernard
- Beyblade
- Bill and Tony
- Captain Planet
- Cartoon Network B.A.N.D.
- Casa Foster pentru prieteni imaginari
- Ceasul Yo-kai
- Ce e nou, Scooby-Doo?
- Cei Patru Fantastici
- Cele 13 fantome ale lui Scooby-Doo
- Cel mai bun Ed
- Chop Socky Chooks
- Chowder
- Clasa lui 3000
- Clubul de dans Cartoon Network
- Colegul meu de sală e o maimuță
- Confruntarea Xiaolin
- Cronicile Xiaolin
- Cubix
- Cu capul în nori
- Curaj, câinele cel fricos
- Curse Trăsnite
- Dastardly și Muttley în aparatele lor de zbor
- DC Super Hero Girls (2019)
- Dincolo de hotarul grădinii
- Din mintea lui Jimmy
- Dl. Magoo
- Doi câini proști
- Draculaș, vampirul iepuraș
- Dragon Ball
- Dragon Ball Z
- Dragon Ball GT
- Dragon Ball Z Kai
- Dragon Ball Super
- Dragonii
- Dramă Totală: Cursa Colosală
- Drama Totală: Insula Pacatel
- Drama Totală: Reuniunea Vedetelor
- Droopy Maestrul Detectiv
- Dr. Super Pantaloni
- Duck Dodgers
- Dumb and Dumber
- Ed, Edd și Eddy
- Elevi Interdimensionali Zero
- Eliot Kid
- Elliott Pământeanul
- Eu sunt Nevăstuică
- Expediția Cartoon Network
- Familia Addams
- Familia Flintstone
- Familia Happos
- Familia Jetson
- Familia mea de spioni
- Familia Regală
- Felinele Fulger
- Fetițele Powerpuff
- Fetițele Powerpuff (2016)
- Fetițele Powerpuff Z
- Fii tare, Scooby-Doo!
- Formidabilele Magisăbii
- Fungii!
- The Garfield Show
- Gemenii Cramp
- Generator Rex
- George, regele junglei
- Gormiti
- Grim & Evil
- Grizzy și lemingii
- The Grumpy King
- He-Man și maeștrii universului
- Hero: 108
- Hero Inside
- Hi Hi Puffy AmiYumi
- Hong Kong Phooey
- Huckleberry Hound
- IGPX
- Inazuma Eleven
- Incredibilii frați Adrenalini
- Insula Dramei Totale
- Insula Dramei Totale: Revanșa
- Insula Monștrilor
- Insula Taberei de Vară
- Invincibilii
- Jabberjaw
- Jellystone!
- Johnny Bravo
- Johnny Test
- Juniper Lee
- Justice League Action
- Laboratorul lui Dexter
- Lanterna Verde
- Lego: Cavalerii Nexo
- Lego: Dreamzzz
- Lego: Fabrica de Eroi
- Lego Monkie Kid
- Lego Ninjago: Maeștrii Spinjitzu
- Lego Star Wars: Cronicile Yoda
- Liga Dreptății
- Liga Dreptății fără limite
- Loonatics Unleashed
- Looney Tunes
- The Looney Tunes Show
- Looniversitatea Micuților
- Lumea Looney Tunes
- Maeștrii Duelului
- Mao Mao: Eroii inimii curate
- Marele Mare Show Cartoon Network
- Masca
- Măr și Ceapă
- Megas XLR
- Micii poznași
- Mielul la oraș
- Mielul Shaun
- Mike, Lu și Og
- Minunatele peripeții ale lui Flapjack
- Mixels
- Mona vampirul
- Mr. Bean
- Mucha Lucha
- Negrele aventuri ale lui Billy și Mandy
- Ninjago: Ascensiunea Dragonilor
- Noile filme cu Scooby-Doo
- Nume de Cod: Clanul Nebunaticilor de Alături
- OK K.O.!: Să fim eroi
- Ozzy și Drix
- Patrula timpului
- Peripețiile Penelopei Pitstop
- Popeye Marinarul
- Povești cu Tom și Jerry
- Power Players
- Prietenii mei Extratereștrii
- Provocarea: Ben 10
- Răgetul Felinelor Fulger
- Răul cu Carne
- Războiul stelelor: Războiul clonelor
- Redakai cucereste Kairu
- Richie Rich
- Robotboy
- Samurai Jack
- Să-nceapă aventura: Tărâmuri îndepărtate
- Scooby-Doo
- Scooby-Doo și cine crezi tu?
- Scooby-Doo și echipa misterelor
- Scooby Doo și Scrappy-Doo
- Scooby-Doo, unde ești tu!
- Secretele familiei Sâmbătă
- Serviciile secrete de la liceu
- Sgt. Frog
- Shaggy și Scooby-Doo fac echipă
- Skatoony
- The Sketchy Show
- Skunk Fu!
- Stă să plouă cu chiftele
- Steven Univers
- Steven Univers Viitor
- Super eroinele DC
- Supergăgăuțiii
- SuperThings
- Swat Kats
- Școala de sperieturi a lui Casper
- Șoimii Furtunii
- Spioanele
- Tabăra lui Lazlo
- Taffy
- Tex Avery Show
- Tinerii Justițiari
- Tinerii Titani
- Titanul simbionic
- Tom și Jerry
- Tom și Jerry în copilărie
- Tom și Jerry în New York
- Tom și Jerry se dau în spectacol
- Toony Tube
- Transformers Cybertron
- Transformers: Cyberverse
- Transformers Energon
- Transformers: Prime
- Transformers: Robots in Disguise
- Turneul Mondial al Dramei Totale
- Ultima bârfă
- Un cățel numit Scooby-Doo
- Unchiul bunic
- Uimitoarea lume a lui Gumball
- Unikitty
- Un show obișnuit
- Ursul Yogi
- Vaca și puiul
- Victor și Valentino
- X-Men: Evoluția
- Yogi și vânătoarea de comori

### Blocuri de programe anulate
- Toonami
- Boomerang
- Cartoon Cartoons
- Cei mai căutați din Metropolis
- CN Real
- Viva Las Bravo
- Șose TV
- Ben TV
- Eds 60
- Foster 60
- KND 60
- Powerpuff 60
- Scooby 60
- Festivalul comediei
- Ziua păcălelilor
- Gumboweekend
- O veselie de prietenie
- Megamaratonul Dramei Totale
- Ora de sport Cartoon Network
- Sună clopoțelul în Elmore
- Săptămâna filmelor cu Scooby Doo
- Halloween la Cartoon Network
- Maratonul elementelor
- Petrecem în familie cu Gumball
- Clarence te invită la petrecere
- Clubul micului dejun
- Maraton cu Ben 10 și Transformers
- Generația animată Cartoon Network
- Festivalul Cartoon
- Vinerea cu suprize
- Seară de pizza cu Pizza Steve
- Mixelii preiau canalul
- Vineri seară cu Scooby-Doo
- Maratonurile verii
- Ziua Ninja
- Gumball Network
- Vacanță de vară la Cartoon Network
- Maratonul prințeselor
- Aventurile fraților urși: Ziua de selfie
- Eroi epici din Să-nceapă aventura
- Jocurile Gumball
- The Best Of 2016
- Săptămâna specială cu Steven Univers
- Spooky Marathon Mix
- Ziua prieteniei cu Darwin
- Cartoon Toon Toon XL
- Haideți Tineri Titani: Weekend de înfrumusețare
- Aventurile fraților ursi și Fetițele Powerpuff fac echipă
- Distracție cu Haideți, Tineri Titani!
- Votează și urmărește!
- Să-înceapă aventura: Elemente
- Ben 10: Săptămâna extratereștrilor
- Săptămâni din Marele Mare Show Cartoon Network
- Cartoon Network Cinema
- The Best Of 2017
- Săptămâniile Ursul polar vă iubește
- Luna Clarence!
- Ziua Mondială a ursului polar
- Cartoon Toon Toon
- Familia Cartoon Network
- Urmărește alături de Wattersoni
- Richard ia școala cu asalt
- Ben 10: Forța celor 10
- Aventurile fraților urși în excursie
- Săptămâna Gumball
- Maratoanele iernii
- Vremea supereroilor
- Haideți Tineri Titani: Petrecerea de Vară
- Maraton Mix
- Finn și Jake în cea mai tare aventură
- Vacanța de vară cu Gumball
- Aniversarea Batman cu Haideți, Tineri Titani!
- Maraton cu DC Super Hero Girls
- Râzi în hohote cu Cartoon Network
- Aventuri în dumbravă
- Maratonul de Weekend
- Iarna ta cu Gumball
- Haideți, Tineri Titani la putere!
- Prindeți iepurele
- Prietenii dumbrăvii
- Îl iubim pe Gumball
- Haideți, Tineri Titani: Petrecere la piscină
- Maraton de Halloween
- Vedeta serii
- Cele mai bune episoade din Haideți, Tineri Titani!
- Sărbătoarea Crăciunului
- Cei mai buni din 2024
- Distrează-te cu Gumball
- Weekendul iubirii
- Săptămâna puterii fetelor
- Weekendul grozav cu Gumball
- E timpul pentru popcorn

## Seriale originale

### SerialeCartoon Network
| #                | Nume                                         | Evaluare                                   | Data premierei                                               | Data de încheiere                                               | # episoade |
| Anii 1990        | Anii 1990                                    | Anii 1990                                  | Anii 1990                                                    | Anii 1990                                                       | Anii 1990  |
| ---------------- | -------------------------------------------- | ------------------------------------------ | ------------------------------------------------------------ | --------------------------------------------------------------- | ---------- |
| 1                | The Moxy Show                                | TV-Y7                                      | 5 decembrie 1993                                             | 25 mai 1996                                                     | 2          |
| 2                | What a Cartoon!                              | TV-G                                       | 20 februarie 1995                                            | 28 noiembrie 1997                                               | 16         |
| 3                | Laboratorul lui Dexter                       | TV-G (Cartoon Network) TV-PG (Adult Swim)  | 28 aprilie 1996                                              | 20 noiembrie 2003                                               | 78         |
| 4                | Johnny Bravo                                 | TV-G                                       | 14 iulie 1997                                                | 27 august 2004                                                  | 65         |
| 5                | Vaca și puiul                                | TV-G (Cartoon Network) TV-PG (Adult Swim)  | 15 iulie 1997                                                | 24 iulie 1999                                                   | 52         |
| 6                | Eu sunt Nevăstuică                           | TV-G (Cartoon Network) TV-PG (Adult Swim)  | 15 iulie 1997                                                | 2000                                                            | 79         |
| 7                | Fetițele Powerpuff (1998)                    | TV-Y7 FV                                   | 18 noiembrie 1998                                            | 25 martie 2005                                                  | 78         |
| 8                | Ed, Edd și Eddy                              | TV-Y7 (Cartoon Network) TV-PG (Adult Swim) | 4 ianuarie 1999                                              | 8 noiembrie 2009                                                | 65         |
| 9                | Mike, Lu și Og                               | TV-G                                       | 12 noiembrie 1999                                            | 19 mai 2001                                                     | 26         |
| 10               | Curaj, câinele cel fricos                    | TV-Y7 (Cartoon Network) TV-PG (Adult Swim) | 12 noiembrie 1999                                            | 22 noiembrie 2002                                               | 52         |
| Anii 2000        |                                              |                                            |                                                              |                                                                 |            |
| 11               | Mielul la oraș                               | TV-Y7                                      | 17 noiembrie 2000                                            | 7 aprilie 2002                                                  | 26         |
| 12               | Patrula timpului                             | TV-Y7                                      | 8 iunie 2001                                                 | 26 noiembrie 2003                                               | 26         |
| 13               | Samurai Jack                                 | TV-Y7 FV (2001–2004) TV-14 (2017)          | 10 august 2001 (Cartoon Network) 11 martie 2017 (Adult Swim) | 25 septembrie 2004 (Cartoon Network) 20 mai 2017 (Adult Swim)   | 62         |
| 14               | Grim & Evil                                  | TV-Y7/TV-Y7 FV                             | 24 august 2001                                               | 18 octombrie 2002                                               | 13         |
| 15               | Ce s-a întâmplat cu... Robot Jones?          | TV-Y7 FV                                   | 19 iulie 2002                                                | 14 noiembrie 2003                                               | 13         |
| 16               | Nume de Cod: Clanul Nebunaticilor de Alături | TV-Y7                                      | 6 decembrie 2002                                             | 21 ianuarie 2008                                                | 78         |
| 17               | Negrele aventuri ale lui Billy și Mandy      | TV-Y7 (Cartoon Network) TV-PG (Adult Swim) | 13 iunie 2003                                                | 9 noiembrie 2007                                                | 77         |
| 18               | Răul cu Carne                                | TV-Y7 (Cartoon Network) TV-PG (Adult Swim) | 11 iulie 2003                                                | 22 octombrie 2004                                               | 13         |
| 19               | Războiul stelelor: Războiul clonelor         | TV-Y7                                      | 7 noiembrie 2003                                             | 26 martie 2005                                                  | 25         |
| 20               | Megas XLR                                    | TV-Y7 FV                                   | 1 mai 2004                                                   | 15 ianuarie 2005                                                | 26         |
| 21               | Casa Foster pentru prieteni imaginari        | TV-Y7                                      | 13 august 2004                                               | 3 mai 2009                                                      | 79         |
| 22               | Hi Hi Puffy AmiYumi                          | TV-Y7                                      | 19 noiembrie 2004                                            | 27 iunie 2006                                                   | 39         |
| 23               | Juniper Lee                                  | TV-Y7 FV                                   | 30 mai 2005                                                  | 9 aprilie 2007                                                  | 40         |
| 24               | Tabăra lui Lazlo                             | TV-Y7                                      | 8 iulie 2005                                                 | 27 martie 2008                                                  | 61         |
| 25               | Sunday Pants                                 | TV-PG                                      | 2 octombrie 2005                                             | 30 octombrie 2005                                               | 11         |
| 26               | Colegul meu de sală e o maimuță              | TV-Y7                                      | 26 decembrie 2005                                            | 27 noiembrie 2008                                               | 56         |
| 27               | Ben 10 (2005)                                | TV-Y7 FV                                   | 27 decembrie 2005                                            | 15 aprilie 2008                                                 | 52         |
| 28               | Băiatul Veveriță                             | TV-Y7                                      | 27 mai 2006                                                  | 27 septembrie 2007                                              | 26         |
| 29               | Clasa lui 3000                               | TV-Y7                                      | 3 noiembrie 2006                                             | 25 mai 2008                                                     | 28         |
| 30               | Chowder                                      | TV-Y7                                      | 2 noiembrie 2007                                             | 7 august 2010                                                   | 49         |
| 31               | Transformers: Animated                       | TV-Y7 FV                                   | 26 decembrie 2007                                            | 23 mai 2009                                                     | 42         |
| 32               | Ben 10: Echipa extraterestră                 | TV-Y7                                      | 18 aprilie 2008                                              | 26 martie 2010                                                  | 46         |
| 33               | Minunatele peripeții ale lui Flapjack        | TV-Y7                                      | 5 iunie 2008                                                 | 31 august 2010                                                  | 46         |
| 34               | Secretele familiei Sâmbătă                   | TV-Y7 FV                                   | 3 octombrie 2008                                             | 30 ianuarie 2010                                                | 36         |
| Anii 2010        |                                              |                                            |                                                              |                                                                 |            |
| 35               | Să-nceapă aventura                           | TV-PG                                      | 5 aprilie 2010                                               | 3 septembrie 2018                                               | 283        |
| 36               | Ben 10: Ultimate Alien                       | TV-Y7 FV                                   | 23 aprilie 2010                                              | 31 martie 2012                                                  | 52         |
| 37               | Generator Rex                                | TV-PG V                                    | 23 aprilie 2010                                              | 3 ianuarie 2013                                                 | 60         |
| 38               | Un show obișnuit                             | TV-PG/TV-PG V                              | 6 septembrie 2010                                            | 16 ianuarie 2017                                                | 261        |
| 39               | Titanul simbionic                            | TV-PG V                                    | 17 septembrie 2010                                           | 9 aprilie 2011                                                  | 20         |
| 40               | Robotomy                                     | TV-PG V                                    | 25 octombrie 2010                                            | 24 ianuarie 2011                                                | 10         |
| 41               | The Problem Solverz                          | TV-PG                                      | 4 aprilie 2011 (Cartoon Network) 30 martie 2013 (Netflix)    | 29 septembrie 2011 (Cartoon Network) 30 martie 2013 (Netflix)   | 26         |
| 42               | Secret Mountain Fort Awesome                 | TV-PG                                      | 1 august 2011 (Cartoon Network) 8 martie 2012 (iTunes)       | 17 februarie 2012 (Cartoon Network) 29 martie 2012 (iTunes)     | 26         |
| 43               | Ben 10: Omniverse                            | TV-Y7 FV                                   | 1 august 2012                                                | 14 noiembrie 2014                                               | 80         |
| 44               | Unchiul bunic                                | TV-PG                                      | 2 septembrie 2013                                            | 30 iunie 2017                                                   | 153        |
| 45               | Steven Univers                               | TV-PG                                      | 4 noiembrie 2013                                             | 21 ianuarie 2019                                                | 160        |
| 46               | Mixels                                       | TV-Y7 FV                                   | 12 februarie 2014                                            | 1 octombrie 2016                                                | 31         |
| 47               | Clarence                                     | TV-PG                                      | 14 aprilie 2014                                              | 24 iunie 2018                                                   | 130        |
| 48               | Aventurile fraților urși                     | TV-Y7                                      | 27 iulie 2015                                                | 27 mai 2019                                                     | 140        |
| 49               | Fetițele Powerpuff (2016)                    | TV-Y7 FV                                   | 4 aprilie 2016                                               | 16 iunie 2019                                                   | 122        |
| 50               | Formidabilele Magisăbii                      | TV-Y7 FV                                   | 29 septembrie 2016                                           | 17 mai 2019                                                     | 92         |
| 51               | Ben 10 (2016)                                | TV-Y7 FV                                   | 1 octombrie 2016 (Australia) 10 aprilie 2017 (Statele Unite) | 11 aprilie 2021                                                 | 178        |
| 52               | OK K.O.!: Să fim eroi                        | TV-Y7 FV                                   | 1 august 2017                                                | 6 septembrie 2019                                               | 112        |
| 53               | Măr și Ceapă                                 | TV-Y7                                      | 23 februarie 2018                                            | 7 decembrie 2021                                                | 76         |
| 54               | Craig și dumbrava                            | TV-Y7                                      | 30 martie 2018                                               | 1 august 2024 (Hulu) 25 ianuarie 2025 (Cartoon Network)         | 180        |
| 55               | Insula Taberei de Vară                       | TV-Y7                                      | 7 iulie 2018 (Cartoon Network) 18 iunie 2020 (HBO Max)       | 11 august 2023 (Cartoon Network) 9 decembrie 2021 (HBO Max)     | 120        |
| 56               | Victor și Valentino                          | TV-Y7 FV                                   | 30 martie 2019                                               | 26 august 2022                                                  | 119        |
| 57               | Mao Mao: Eroii inimii curate                 | TV-Y7 FV                                   | 1 iulie 2019                                                 | 17 iulie 2020                                                   | 40         |
| 58               | Trenul infinitului                           | TV-PG                                      | 5 august 2019 (Cartoon Network) 13 august 2020 (HBO Max)     | 10 ianuarie 2020 (Cartoon Network) 15 aprilie 2021 (HBO Max)    | 40         |
| 59               | Steven Univers Viitor                        | TV-PG                                      | 7 decembrie 2019                                             | 27 martie 2020                                                  | 20         |
| Anii 2020        |                                              |                                            |                                                              |                                                                 |            |
| 60               | Tig n' Seek                                  | TV-PG                                      | 23 iulie 2020 (HBO Max) 6 august 2021 (Cartoon Network)      | 26 mai 2022 (HBO Max) 15 octombrie 2021 (Cartoon Network)       | 80         |
| 61               | Fungii!                                      | TV-Y7                                      | 20 august 2020 (HBO Max) 4 iunie 2021 (Cartoon Network)      | 16 decembrie 2021 (HBO Max) 3 septembrie 2021 (Cartoon Network) | 80         |
| 62               | Aventurile fraților ursuleți                 | TV-Y7                                      | 1 ianuarie 2022                                              | prezent                                                         | 63         |
| 63               | Iyanu                                        | TV-PG                                      | 5 aprilie 2025                                               | prezent                                                         | 15         |
| Seriale viitoare |                                              |                                            |                                                              |                                                                 |            |
| 64               | Regular Show: Lost Tapes                     | VFA                                        | 2025-2026                                                    |                                                                 |            |
| 65               | Adventure Time: Side Quests                  | VFA                                        | 2026                                                         |                                                                 |            |

### SerialeWarner Bros. Animation
| #                | Nume                             | Evaluare                            | Data premierei                                                                                              | Data încheierii                                                                                | # episoade |
| Anii 2000        | Anii 2000                        | Anii 2000                           | Anii 2000                                                                                                   | Anii 2000                                                                                      | Anii 2000  |
| ---------------- | -------------------------------- | ----------------------------------- | --- | ---------------------------------------------------------------------------------------------- | ---------- |
| 1                | Liga Dreptății                   | TV-PG                               | 17 noiembrie 2001                                                                                           | 29 mai 2004                                                                                    | 52         |
| 2                | Tinerii Titani                   | TV-Y7 FV                            | 19 iulie 2003                                                                                               | 16 ianuarie 2006                                                                               | 65         |
| 3                | Duck Dodgers                     | TV-Y7 FV                            | 23 august 2003 (Cartoon Network) 16 septembrie 2005 (Boomerang)                                             | 22 aprilie 2005 (Cartoon Network) 11 noiembrie 2005 (Boomerang)                                | 39         |
| 4                | Liga Dreptății fără limite       | TV-Y7 FV                            | 31 iulie 2004                                                                                               | 13 mai 2006                                                                                    | 39         |
| 5                | Batman: Neînfricat și cutezător  | TV-Y7 FV                            | 14 noiembrie 2008                                                                                           | 11 noiembrie 2011                                                                              | 65         |
| Anii 2010        |                                  |                                     | |                                                                                                |            |
| 6                | Scooby-Doo și echipa misterelor  | TV-Y7                               | 5 aprilie 2010                                                                                              | 5 aprilie 2013                                                                                 | 52         |
| 7                | MAD: Eroi de tot râsul           | TV-PG                               | 6 septembrie 2010                                                                                           | 2 decembrie 2013                                                                               | 103        |
| 8                | Tinerii justițiari               | TV-PG (2010–2013) TV-14 (2019–2022) | 26 noiembrie 2010 (Cartoon Network) 4 ianuarie 2019 (DC Universe) 16 octombrie 2021 (HBO Max)               | 16 martie 2013 (Cartoon Network) 27 august 2019 (DC Universe) 9 iunie 2022 (HBO Max)           | 96         |
| 9                | The Looney Tunes Show            | TV-PG                               | 3 mai 2011                                                                                                  | 31 august 2014                                                                                 | 52         |
| 10               | Felinele Fulger (2011)           | TV-PG                               | 29 iulie 2011                                                                                               | 16 iunie 2012                                                                                  | 26         |
| 11               | Lanterna Verde                   | TV-PG                               | 11 noiembrie 2011                                                                                           | 16 martie 2013                                                                                 | 26         |
| 12               | Haideți, Tineri Titani!          | TV-PG                               | 23 aprilie 2013                                                                                             | prezent                                                                                        | 413        |
| 13               | Feriți-vă de Batman              | TV-PG                               | 13 iulie 2013                                                                                               | 27 septembrie 2014                                                                             | 26         |
| 14               | Tom și Jerry se dau în spectacol | TV-PG                               | 9 aprilie 2014 (Cartoon Network) 21 septembrie 2017 (Boomerang SVOD) 1 februarie 2021 (Cartoon Network App) | 12 martie 2016 (Cartoon Network) 15 februarie 2021 (Boomerang SVOD și Cartoon Network App)     | 117        |
| 15               | Noile Looney Tunes               | TV-Y7                               | 21 septembrie 2015 (Cartoon Network) 28 aprilie 2017 (Boomerang SVOD)                                       | 12 martie 2016 (Cartoon Network) 30 ianuarie 2020 (Boomerang SVOD)                             | 156        |
| 16               | Fii tare, Scooby-Doo!            | TV-Y7                               | 5 octombrie 2015 (Cartoon Network) 20 iunie 2017 (Boomerang SVOD) 10 martie 2018 (Boomerang)                | 12 martie 2016 (Cartoon Network) 22 decembrie 2017 (Boomerang SVOD) 18 martie 2018 (Boomerang) | 52         |
| 17               | Draculaș, vampirul iepuraș       | TV-Y7                               | 6 februarie 2016                                                                                            | 12 martie 2016 (Cartoon Network) 30 decembrie 2018 (Boomerang)                                 | 104        |
| 18               | Justice League Action            | TV-Y7 FV                            | 16 decembrie 2016                                                                                           | 3 iunie 2018                                                                                   | 52         |
| 19               | Unikitty                         | TV-Y7                               | 27 octombrie 2017                                                                                           | 27 august 2020                                                                                 | 104        |
| 20               | DC Super Hero Girls              | TV-PG                               | 8 martie 2019                                                                                               | 24 octombrie 2021                                                                              | 78         |
| 21               | Scooby-Doo și cine crezi tu?     | TV-PG                               | 27 iunie 2019 (Boomerang SVOD) 8 iulie 2019 (Cartoon Network)                                               | 12 august 2019 (Cartoon Network) 25 februarie 2021 (Boomerang SVOD)                            | 52         |
| 21               | Scooby-Doo și cine crezi tu?     | TV-PG                               | 1 octombrie 2021 (HBO Max)                                                                                  |                                                                                                | 52         |
| Anii 2020        |                                  |                                     | |                                                                                                |            |
| 22               | Răgetul Felinelor Fulger         | TV-Y7                               | 22 februarie 2020                                                                                           | 22 decembrie 2020                                                                              | 52         |
| 23               | Lumea Looney Tunes               | TV-Y7                               | 27 mai 2020 (HBO Max) 5 iulie 2021 (Cartoon Network) 27 iulie 2023 (Max)                                    | 6 aprilie 2023 (HBO Max) 2 septembrie 2023 (Cartoon Network) 14 iunie 2024 (Max)               | 82         |
| 24               | Jellystone!                      | TV-G                                | 29 iulie 2021 (HBO Max) 4 septembrie 2021 (Cartoon Network) 22 februarie 2024 (Max)                         | 17 martie 2022 (HBO Max) 6 noiembrie 2021 (Cartoon Network) 6 martie 2025 (Max)                | 77         |
| 25               | Looniversitatea Micuților        | TV-PG                               | 8 septembrie 2023 (Max) 9 septembrie 2023 (Cartoon Network)                                                 | 22 martie 2025                                                                                 | 23         |
| Seriale viitoare |                                  |                                     | |                                                                                                |            |
| 26               | Go-Go Mystery Machine            | VFA                                 | VFA |                                                                                                |            |

### SerialeHanna-Barbera
| # | Nume                                 | Evaluare | Data premierei | Data încheierii | # episoade |
| - | ------------------------------------ | -------- | -------------- | --------------- | ---------- |
| 1 | Aventurile reale ale lui Jonny Quest | TV-Y7    | 26 august 1996 | 16 aprilie 1997 | 52         |

### SerialeHanna-Barbera Studios Europe
| #                | Nume                              | Evaluare  | Data premierei                                              | Data încheierii                                   | # episoade |
| Anii 2010        | Anii 2010                         | Anii 2010 | Anii 2010                                                   | Anii 2010                                         | Anii 2010  |
| ---------------- | --------------------------------- | --------- | ----------------------------------------------------------- | ------------------------------------------------- | ---------- |
| 1                | Uimitoarea lume a lui Gumball     | TV-Y7 FV  | 3 mai 2011                                                  | prezent                                           | 240        |
| Anii 2020        |                                   |           |                                                             |                                                   |            |
| 2                | Elliott Pământeanul               | TV-Y7     | 29 martie 2021                                              | 9 aprilie 2021                                    | 16         |
| 3                | Aventurile bravului prinț Ivandoe | TV-Y7 FV  | 5 decembrie 2022 (Italia) 11 noiembrie 2023 (Statele Unite) | 16 ianuarie 2024 (Italia) prezent (Statele Unite) | 40         |
| Seriale viitoare |                                   |           |                                                             |                                                   |            |
| 4                | The Powerpuff Girls (2026)        | VFA       | 2026                                                        |                                                   |            |

### Seriale Williams Street
| #         | Nume                            | Evaluare                            | Data premierei                                                                         | Data încheierii                                                                    | # episoade |
| Anii 1990 | Anii 1990                       | Anii 1990                           | Anii 1990                                                                              | Anii 1990                                                                          | Anii 1990  |
| --------- | ------------------------------- | ----------------------------------- | -------------------------------------------------------------------------------------- | ---------------------------------------------------------------------------------- | ---------- |
| 1         | Space Ghost Coast to Coast      | TV-PG (1994–2001) TV-14 (2001–2008) | 15 aprilie 1994 (Cartoon Network) 2 septembrie 2001 (Adult Swim) 30 mai 2006 (GameTap) | 22 iulie 2001 (Cartoon Network) 12 aprilie 2004 (Adult Swim) 31 mai 2008 (GameTap) | 109        |
| Anii 2000 |                                 |                                     |                                                                                        |                                                                                    |            |
| 2         | The Brak Show                   | TV-PG                               | 21 decembrie 2000 (Cartoon Network)                                                    | 21 decembrie 2000 (Cartoon Network)                                                | 29         |
| 2         | The Brak Show                   | TV-PG                               | 2 septembrie 2001 (Adult Swim)                                                         | 31 decembrie 2003 (Adult Swim)                                                     | 29         |
| 2         | The Brak Show                   | TV-PG                               | 24 mai 2007 (Adult Swim Video)                                                         |                                                                                    | 29         |
| 3         | Sealab 2021                     | TV-14                               | 21 decembrie 2000 (Cartoon Network) 2 septembrie 2001 (Adult Swim)                     | 30 decembrie 2000 (Cartoon Network) 24 aprilie 2005 (Adult Swim)                   | 52         |
| 4         | Aqua Teen Hunger Force          | TV-MA                               | 30 decembrie 2000 (Cartoon Network)                                                    | 30 decembrie 2000 (Cartoon Network)                                                | 144        |
| 4         | Aqua Teen Hunger Force          | TV-MA                               | 9 septembrie 2001 (Adult Swim)                                                         | prezent (Adult Swim)                                                               | 144        |
| 5         | Harvey Birdman, Attorney at Law | TV-14                               | 30 decembrie 2000 (Cartoon Network)                                                    | 30 decembrie 2000 (Cartoon Network)                                                | 39         |
| 5         | Harvey Birdman, Attorney at Law | TV-14                               | 22 iulie 2007 (Adult Swim)                                                             |                                                                                    | 39         |

### Seriale pentru streaming
| #                | Nume                               | Evaluare                            | Data premierei                                                                                | Data încheierii                                                                      | # episoade |
| ---------------- | ---------------------------------- | ----------------------------------- | --------------------------------------------------------------------------------------------- | ------------------------------------------------------------------------------------ | ---------- |
| 1                | Tinerii Justițiari                 | TV-PG (2010–2013) TV-14 (2019–2022) | 26 noiembrie 2010 (Cartoon Network) 4 ianuarie 2019 (DC Universe) 16 octombrie 2021 (HBO Max) | 16 martie 2013 (Cartoon Network) 27 august 2019 (DC Universe) 9 iunie 2022 (HBO Max) | 96         |
| 2                | Lumea Looney Tunes                 | TV-Y7                               | 27 mai 2020 (HBO Max) 5 iulie 2021 (Cartoon Network) 27 iulie 2023 (Max)                      | 6 aprilie 2023 (HBO Max) 2 septembrie 2023 (Cartoon Network) 14 iunie 2024 (Max)     | 82         |
| 3                | Insula Taberei de Vară             | TV-Y7                               | 7 iulie 2018 (Cartoon Network) 18 iunie 2020 (HBO Max)                                        | 11 august 2023 (Cartoon Network) 9 decembrie 2021 (HBO Max)                          | 120        |
| 4                | Tig n' Seek                        | TV-PG                               | 23 iulie 2020 (HBO Max) 6 august 2021 (Cartoon Network)                                       | 26 mai 2022 (HBO Max) 15 octombrie 2021 (Cartoon Network)                            | 80         |
| 5                | Trenul infinitului                 | TV-PG                               | 5 august 2019 (Cartoon Network) 13 august 2020 (HBO Max)                                      | 10 ianuarie 2020 (Cartoon Network) 15 aprilie 2021 (HBO Max)                         | 40         |
| 6                | Fungii!                            | TV-Y7                               | 20 august 2020 (HBO Max) 4 iunie 2021 (Cartoon Network)                                       | 16 decembrie 2021 (HBO Max) 3 septembrie 2021 (Cartoon Network)                      | 80         |
| 7                | Jellystone!                        | TV-G                                | 29 iulie 2021 (HBO Max) 4 septembrie 2021 (Cartoon Network) 22 februarie 2024 (Max)           | 17 martie 2022 (HBO Max) 6 noiembrie 2021 (Cartoon Network) 6 martie 2025 (Max)      | 77         |
| 8                | Scooby-Doo și cine crezi tu?       | TV-PG                               | 27 iunie 2019 (Boomerang SVOD) 8 iulie 2019 (Cartoon Network)                                 | 12 august 2019 (Cartoon Network) 25 februarie 2021 (Boomerang SVOD)                  | 52         |
| 8                | Scooby-Doo și cine crezi tu?       | TV-PG                               | 1 octombrie 2021 (HBO Max)                                                                    |                                                                                      | 52         |
| 9                | Aquaman: Regele Atlantisului       | TV-Y7                               | 14 octombrie 2021 (HBO Max)                                                                   | 28 octombrie 2021 (HBO Max)                                                          | 3          |
| 9                | Aquaman: Regele Atlantisului       | TV-Y7                               | 14 mai 2022 (Cartoon Network)                                                                 |                                                                                      | 3          |
| 10               | Looniversitatea Micuților          | TV-PG                               | 8 septembrie 2023 (Max) 9 septembrie 2023 (Cartoon Network)                                   | 22 martie 2025                                                                       | 23         |
| 11               | Batman, cruciatul cu mantie        | TV-14                               | 1 august 2024 (Amazon Prime Video)                                                            | prezent                                                                              | 10         |
| 12               | Năstrușnica lume a lui Gumball     | VFA                                 | 28 iulie 2025 (Hulu                                                                           | prezent                                                                              | 40         |
| Seriale viitoare |                                    |                                     |                                                                                               |                                                                                      |            |
| 13               | Steven Universe: Lars of the Stars | VFA                                 | VFA (Amazon Prime Video)                                                                      |                                                                                      |            |

### Seriale live-action și live-action/animație
| #         | Nume                                                | Evaluare  | Data premierei     | Data încheierii    | # episoade |
| Anii 2000 | Anii 2000                                           | Anii 2000 | Anii 2000          | Anii 2000          | Anii 2000  |
| --------- | --------------------------------------------------- | --------- | ------------------ | ------------------ | ---------- |
| 2         | Din mintea lui Jimmy                                | TV-Y7 FV  | 14 septembrie 2007 | 29 mai 2008        | 20         |
| 3         | The Othersiders                                     | TV-PG     | 17 iunie 2009      | 30 octombrie 2009  | 23         |
| 4         | BrainRush                                           | TV-PG     | 20 iunie 2009      | 22 iulie 2009      | 6          |
| 5         | Destroy Build Destroy                               | TV-PG     | 20 iunie 2009      | 21 septembrie 2011 | 37         |
| 6         | Dude, What Would Happen                             | TV-PG     | 19 august 2009     | 21 septembrie 2011 | 37         |
| 7         | Bobb'e Says                                         | TV-PG     | 19 august 2009     | 23 septembrie 2009 | 6          |
| Anii 2010 |                                                     |           |                    |                    |            |
| 8         | Tower Prep                                          | TV-PG     | 16 octombrie 2010  | 28 decembrie 2010  | 13         |
| 9         | Invincibilii                                        | TV-PG V   | 24 ianuarie 2012   | 19 februarie 2013  | 35         |
| 10        | The High Fructose Adventures of the Annoying Orange | TV-PG     | 28 mai 2012        | 17 martie 2014     | 60         |
| 11        | Incredible Crew                                     | TV-PG     | 31 decembrie 2012  | 11 aprilie 2013    | 13         |

### Seriale pentru preșcolari (Cartoonito)
| #                | Nume                                   | Evaluare  | Data premierei                                                   | Data încheierii   | # episoade |
| Anii 1990        | Anii 1990                              | Anii 1990 | Anii 1990                                                        | Anii 1990         | Anii 1990  |
| ---------------- | -------------------------------------- | --------- | ---------------------------------------------------------------- | ----------------- | ---------- |
| 1                | Big Bag                                | TV-Y      | 2 iunie 1996                                                     | 31 mai 1998       | 39         |
| Anii 2000        |                                        |           |                                                                  |                   |            |
| 2                | Baby Looney Tunes                      | TV-Y      | 23 septembrie 2002                                               | 20 aprilie 2005   | 53         |
| 3                | Krypto, câinele erou                   | TV-Y      | 30 martie 2005                                                   | 15 decembrie 2006 | 39         |
| 4                | Povești de la stația de pompieri       | TV-Y      | 22 august 2005                                                   | 7 mai 2006        | 26         |
| Anii 2020        |                                        |           |                                                                  |                   |            |
| 5                | Bugs Bunny Constructorii               | TV-Y      | 25 iulie 2022                                                    | prezent           | 45         |
| 6                | BatRoți                                | TV-Y7     | 17 septembrie 2022 (HBO Max) 15 octombrie 2022 (Cartoon Network) | prezent           | 50         |
| 7                | Jessica și marea ei lume mică          | TV-Y      | 20 septembrie 2023                                               | 31 mai 2024       | 20         |
| Seriale viitoare |                                        |           |                                                                  |                   |            |
| 8                | Foster's Funtime for Imaginary Friends | VFA       | VFA                                                              |                   |            |
| 9                | Heyo BMO                               | VFA       | VFA                                                              |                   |            |
| 10               | Barbara!                               | VFA       | VFA                                                              |                   |            |

### Miniseriale
| #         | Nume                                        | Evaluare  | Data premierei                | Data încheierii             | # episoade |
| Anii 2010 | Anii 2010                                   | Anii 2010 | Anii 2010                     | Anii 2010                   | Anii 2010  |
| --------- | ------------------------------------------- | --------- | ----------------------------- | --------------------------- | ---------- |
| 1         | Dincolo de hotarul grădinii                 | TV-PG     | 3 noiembrie 2014              | 7 noiembrie 2014            | 10         |
| 2         | Să-nceapă Aventura: Originile lui Marceline | TV-PG     | 16 noiembrie 2015             | 19 noiembrie 2015           | 8          |
| 3         | Familia regală                              | TV-PG     | 30 noiembrie 2015             | 3 decembrie 2015            | 4          |
| 4         | Să-nceapă Aventura: Insulele                | TV-PG     | 30 ianuarie 2017              | 2 februarie 2017            | 8          |
| 5         | Să-nceapă Aventura: Elementele              | TV-PG     | 24 aprilie 2017               | 27 aprilie 2017             | 8          |
| 6         | Clarence: O petrecere furtunoasă            | TV-PG     | 5 iunie 2017                  | 5 iunie 2017                | 6          |
| Anii 2020 |                                             |           |                               |                             |            |
| 7         | Aquaman: Regele Atlantisului                | TV-Y7     | 14 octombrie 2021 (HBO Max)   | 28 octombrie 2021 (HBO Max) | 3          |
| 7         | Aquaman: Regele Atlantisului                | TV-Y7     | 14 mai 2022 (Cartoon Network) |                             | 3          |

## Co-producții Cartoon Network

### Co-producții americane
| # | Nume                         | Evaluare | Data premierei                                          | Dată sfârșit                                                | Notă                |
| - | ---------------------------- | -------- | ------------------------------------------------------- | ----------------------------------------------------------- | ------------------- |
| 1 | Pantera Roz și prietenii săi | TV-Y7    | 7 martie 2010                                           | 23 august 2010                                              |                     |
| 2 | Dragonii                     | TV-PG    | 7 august 2012 (Cartoon Network) 26 iunie 2015 (Netflix) | 5 martie 2014 (Cartoon Network) 16 februarie 2018 (Netflix) | Doar sezoanele 1–2. |

### Co-producții europene
| #         | Nume                              | Evaluare  | Data premierei                                                                                                  | Dată sfârșit                                                                               | Notă                                                    |
| Anii 2000 | Anii 2000                         | Anii 2000 | Anii 2000 | Anii 2000                                                                                  | Anii 2000                                               |
| --------- | --------------------------------- | --------- | --- | ------------------------------------------------------------------------------------------ | ------------------------------------------------------- |
| 1         | Mendoza, câinele grăsan           | TV-Y7     | 28 februarie 2000                                                                                               | 2001                                                                                       | Niciodată difuzat în Statele Unite.                     |
| 2         | Gemenii Cramp                     | TV-Y7     | 3 septembrie 2001                                                                                               | 2004                                                                                       | Difuzat de asemenea pe FoxBox în Statele Unite.         |
| 3         | Spioanele                         | TV-Y7     | 7 noiembrie 2001 (ABC Family) 3 aprilie 2002 (Franța) 2 septembrie 2002 (Canada) 7 iulie 2003 (Cartoon Network) | 13 septembrie 2002 (ABC Family) prezent (Franța, Canada și Cartoon Network)                |                                                         |
| 4         | Cu capul în nori                  | TV-G      | 7 ianuarie 2002 (Regatul Unit) 2 iulie 2002 (Franța) 4 octombrie 2002 (Statele Unite)                           | 2003                                                                                       | Difuzat pe Toon Disney în Statele Unite.                |
| 5         | Robotboy                          | TV-Y7 FV  | 1 noiembrie 2005                                                                                                | 27 septembrie 2008                                                                         |                                                         |
| 6         | Skatoony                          | TV-Y7     | 6 octombrie 2006 (Regatul Unit) 28 octombrie 2010 (Statele Unite)                                               | 20 noiembrie 2008 (Regatul Unit) 14 aprilie 2013 (Statele Unite)                           |                                                         |
| 7         | Cei Patru Fantastici              | TV-Y7 FV  | 2 septembrie 2006 (Cartoon Network) 18 ianuarie 2010 (Nicktoons)                                                | 1 septembrie 2009 (Cartoon Network) 25 februarie 2010 (Nicktoons)                          |                                                         |
| 8         | The Mr. Men Show                  | TV-Y      | 4 februarie 2008                                                                                                | 19 octombrie 2009                                                                          |                                                         |
| 9         | Chop Socky Chooks                 | TV-Y7 FV  | 16 martie 2007 (Canada) 7 martie 2008 (Statele Unite) 8 septembrie 2008 (Regatul Unit)                          | 28 septembrie 2008 (Canada) 21 noiembrie 2008 (Statele Unite) 1 martie 2009 (Regatul Unit) |                                                         |
| 10        | The Garfield Show                 | TV-Y7     | 22 decembrie 2008 (Franța) 2 noiembrie 2009 (Statele Unite)                                                     | 1 mai 2015 (Franța) 24 octombrie 2016 (Statele Unite)                                      |                                                         |
| 11        | Școala de Sperieturi a lui Casper | TV-Y7     | 1 aprilie 2009                                                                                                  | 8 noiembrie 2012                                                                           |                                                         |
| Anii 2010 |                                   |           | |                                                                                            |                                                         |
| 12        | Hero: 108                         | TV-Y      | 1 martie 2010                                                                                                   | 9 iulie 2012                                                                               |                                                         |
| 13        | Angelo e cel mai tare             | TV-Y7     | 5 aprilie 2010                                                                                                  | prezent                                                                                    | Primele două sezoane au fost difuzate în Statele Unite. |
| 14        | Ninjago                           | TV-Y7 FV  | 14 ianuarie 2011 (Cartoon Network) 7 martie 2021 (Netflix)                                                      | 25 octombrie 2020 (Cartoon Network) 1 octombrie 2022 (Netflix)                             |                                                         |
| 15        | Sonic Boom                        | TV-Y7     | 8 noiembrie 2014 (Cartoon Network) 12 noiembrie 2016 (Boomerang)                                                | 29 octombrie 2016 (Cartoon Network) 18 noiembrie 2017 (Boomerang)                          |                                                         |
| 16        | Power Players                     | TV-Y7 FV  | 21 septembrie 2019                                                                                              | 14 iunie 2020                                                                              |                                                         |

### Co-producții canadiene
| #         | Nume                          | Evaluare  | Data premierei                                                                                                  | Dată sfârșit                                                                | Notă            |
| Anii 1990 | Anii 1990                     | Anii 1990 | Anii 1990 | Anii 1990                                                                   | Anii 1990       |
| --------- | ----------------------------- | --------- | --- | --------------------------------------------------------------------------- | --------------- |
| 1         | O Canada                      | TV-Y7     | 1997 | 2002                                                                        |                 |
| Anii 2000 |                               |           | |                                                                             |                 |
| 2         | Spioanele                     | TV-Y7     | 7 noiembrie 2001 (ABC Family) 3 aprilie 2002 (Franța) 2 septembrie 2002 (Canada) 7 iulie 2003 (Cartoon Network) | 13 septembrie 2002 (ABC Family) prezent (Franța, Canada și Cartoon Network) |                 |
| 3         | Gerald McBoing-Boing          | TV-Y      | 22 august 2005                                                                                                  | 28 noiembrie 2007                                                           |                 |
| 4         | Șoimii Furtunii               | TV-Y7-FV  | 25 mai 2007 | 6 aprilie 2009                                                              |                 |
| 5         | George, regele junglei        | TV-Y7     | 29 iunie 2007 (Canada) 15 februarie 2008 (Statele Unite)                                                        | 18 februarie 2017 (Canada) 17 august 2008 (Statele Unite)                   | Doar sezonul 1. |
| 6         | Johnny Test                   | TV-Y7     | 17 septembrie 2005 (Kids' WB) 7 ianuarie 2008 (Cartoon Network)                                                 | 1 martie 2008 (Kids' WB) 25 decembrie 2014 (Cartoon Network)                |                 |
| 7         | Insula Dramei Totale          | TV-PG     | 8 iulie 2007 (Canada) 5 iunie 2008 (Statele Unite)                                                              | 20 noiembrie 2014                                                           |                 |
| 8         | Cel mai bun Ed                | TV-Y7     | 3 octombrie 2008                                                                                                | 22 octombrie 2009                                                           |                 |
| 9         | Hot Wheels: Echipa de Luptă 5 | TV-Y7-FV  | 29 august 2009                                                                                                  | 16 iulie 2011                                                               |                 |
| Anii 2010 |                               |           | |                                                                             |                 |
| 10        | Grojband                      | TV-PG     | 10 iunie 2013 (Statele Unite) 5 septembrie 2013 (Canada) 21 aprilie 2014 (Regatul Unit)                         | 12 aprilie 2015 (Statele Unite) 25 mai 2015 (Canada)                        |                 |
| 11        | Dramă Totală: Cursa Colosală  | TV-PG     | 7 septembrie 2015 (Statele Unite) 4 ianuarie 2016 (Canada)                                                      | 9 octombrie 2015 (Statele Unite) 15 februarie 2016 (Canada)                 |                 |
| 12        | Supergăgăuții                 | TV-Y7-FV  | 2 noiembrie 2015 (Regatul Unit) 7 decembrie 2015 (Statele Unite)                                                | 22 octombrie 2018 (Statele Unite) 7 februarie 2019 (Canada)                 |                 |
| 13        | Stă să plouă cu chiftele      | TV-Y7     | 20 februarie 2017 (Statele Unite) 6 aprilie 2017 (Canada)                                                       | 30 iunie 2018 (Canada)                                                      |                 |
| 14        | Mega Man                      | TV-Y7-FV  | 5 august 2018 (Statele Unite) 8 septembrie 2018 (Canada)                                                        | 23 mai 2019 (Statele Unite) 22 iunie 2019 (Canada)                          |                 |
| 15        | Grădinița Dramei Totale       | TV-Y7     | 1 septembrie 2018 (Statele Unite) 7 octombrie 2018 (Canada)                                                     | 15 aprilie 2023 (Statele Unite) 22 aprilie 2023 (Canada)                    |                 |
| 16        | Insula Dramei Totale (2023)   | TV-PG     | 10 aprilie 2023 (Italia) 1 iunie 2024 (Statele Unite)                                                           | prezent                                                                     |                 |

### Co-producții japoneze
| #         | Nume                       | Evaluare  | Data premierei    | Dată sfârșit    | Notă                   |
| Anii 2000 | Anii 2000                  | Anii 2000 | Anii 2000         | Anii 2000       | Anii 2000              |
| --------- | -------------------------- | --------- | ----------------- | --------------- | ---------------------- |
| 1         | Immortal Grand Prix (IGPX) | TV-Y7-FV  | 5 noiembrie 2005  | 26 august 2006  |                        |
| 2         | Fetițele Powerpuff Z       | TV-Y7-FV  | 1 iulie 2006      | 30 iunie 2007   |                        |
| Anii 2010 |                            |           |                   |                 |                        |
| 3         | Bakugan: Battle Planet     | TV-Y7-FV  | 23 decembrie 2018 | 3 ianuarie 2021 | Doar sezoanele 1 și 2. |

### Co-producții asiatice și australiene
| #         | Nume                         | Evaluare  | Data premierei                                         | Dată sfârșit      | Notă      |
| Anii 2010 | Anii 2010                    | Anii 2010 | Anii 2010                                              | Anii 2010         | Anii 2010 |
| --------- | ---------------------------- | --------- | ------------------------------------------------------ | ----------------- | --------- |
| 1         | Elevi Interdimensionali Zero | TV-PG     | 26 septembrie 2015                                     | 19 decembrie 2015 |           |
| Anii 2020 |                              |           |                                                        |                   |           |
| 2         | Insula monștrilor            | TV-PG     | 11 aprilie 2020                                        | 16 decembrie 2020 |           |
| 3         | Tom and Jerry Singapore      | VFA       | 7 august 2023 (Asia) 26 februarie 2024 (Statele Unite) | prezent           |           |

## Filme originale

### Filme de animație
| #              | Titlu                                                                     | Evaluare                                   | Data premierei | Note                                                                       |
| Anii 1990      | Anii 1990                                                                 | Anii 1990                                  | Anii 1990 | Anii 1990                                                                  |
| -------------- | ------------------------------------------------------------------------- | ------------------------------------------ | --- | -------------------------------------------------------------------------- |
| 1              | Dexter's Laboratory: Ego Trip                                             | TV-G                                       | 10 decembrie 1999 | Finalul original al serialului Laboratorul lui Dexter.                     |
| Anii 2000      |                                                                           |                                            | |                                                                            |
| 2              | Samurai Jack: The Premiere Movie                                          | TV-Y7                                      | 10 august 2001 | Premieră de trei părți a serialului Samurai Jack.                          |
| 3              | Familia Flintstone: Pe pietre                                             | TV-G                                       | 3 noiembrie 2001 | Bazat pe Familia Flintstone. Dedicat lui William Hanna și Hoyt Curtin.     |
| 4              | Fetițele Powerpuff: Filmul                                                | PG (cinematografe) TV-PG (Cartoon Network) | 3 iulie 2002 (cinematografe) 25 mai 2003 (Cartoon Network)                                                                   | Lansare cinematografică.                                                   |
| 5              | Party Wagon                                                               | TV-G                                       | 27 februarie 2004 | Pilot nereușit pentru un serial lungmetraj.                                |
| 6              | Casa Foster pentru prieteni imaginari: Casa lui Bloo                      | TV-Y7                                      | 13 august 2004 | Premieră de trei părți a serialului Casa Foster pentru prieteni imaginari. |
| 7              | Nume de Cod: Clanul Nebunaticilor de Alături: Operațiunea Z.E.R.O.        | TV-Y7                                      | 11 august 2006 |                                                                            |
| 8              | Tinerii Titani: Necazuri în Tokyo                                         | TV-Y7 FV                                   | 15 septembrie 2006 | Finalul serialului Tinerii Titani.                                         |
| 9              | Clasa lui 3000: Acasă                                                     | TV-Y7                                      | 3 noiembrie 2006 | Premieră de două părți a serialului Clasa lui 3000.                        |
| 10             | Casa Foster pentru prieteni imaginari: Bunul Wilt                         | TV-Y7                                      | 23 noiembrie 2006 |                                                                            |
| 11             | Colegul meu de sală e o maimuță: Excursia                                 | TV-Y7                                      | 14 ianuarie 2007 |                                                                            |
| 12             | Tabăra Lui Lazlo: Unde e Lazlo?                                           | TV-Y7                                      | 18 februarie 2007 |                                                                            |
| 13             | Aventurile lui Billy și Mandy cu Bau-Bau                                  | TV-Y7                                      | 30 martie 2007 |                                                                            |
| 14             | Negrele aventuri ale lui Billy și Mandy: Mânia reginei păianjenilor       | TV-Y7                                      | 6 iulie 2007 |                                                                            |
| 15             | Ben 10: Secretul Omitrixului                                              | TV-PG                                      | 10 august 2007 | Finalul serialului Ben 10.                                                 |
| 16             | Transformers Animated: Transformați-vă                                    | TV-Y7 FV                                   | 26 decembrie 2007 | Premieră de trei părți a serialului Transformers Animated.                 |
| 17             | Nume de Cod: Clanul Nebunaticilor de Alături: Operațiunea I.N.T.E.R.V.I.U | TV-Y7                                      | 21 ianuarie 2008 | Finalul serialului Nume de Cod: Clanul Nebunaticilor de Alături.           |
| 18             | Colegul meu de sală e o maimuță: Musicalul de la școala animalelor        | TV-Y7                                      | 25 mai 2008 |                                                                            |
| 19             | Secretele familiei Sâmbătă: Piatra Kur                                    | TV-Y7 FV                                   | 3 octombrie 2008 | Premieră de două părți a serialului Secretele familiei Sâmbătă.            |
| 20             | Underfist: Halloween Bash                                                 | TV-Y7 FV                                   | 12 octombrie 2008 | Film spin-off al serialului Negrele aventuri ale lui Billy și Mandy.       |
| 21             | Filmul Foster: Destinația - imaginația                                    | TV-PG                                      | 27 noiembrie 2008 |                                                                            |
| 22             | Ed, Edd și Eddy - Marele Show                                             | TV-Y7                                      | 8 noiembrie 2009 | Finalul serialului Ed, Edd și Eddy.                                        |
| Anii 2010      |                                                                           |                                            | |                                                                            |
| 23             | Duncan, stăpânul focului                                                  | TV-PG                                      | 24 noiembrie 2010 |                                                                            |
| 24             | Johnny Bravo merge la Bollywood                                           | N/A                                        | 4 noiembrie 2011 | Difuzat în Australia și Noua Zeelandă.                                     |
| 25             | Ben 10 Vânătoarea de Extratereștri                                        | TV-Y7 FV                                   | 11 martie 2012 (Asia) 23 martie 2012 (Statele Unite)                                                                         |                                                                            |
| 26             | Elevi Interdimensionali Zero                                              | TV-PG                                      | 16 decembrie 2012 | Difuzat în Australia. Pilot al serialului cu același nume.                 |
| 27             | Chakra: The Invincible                                                    | N/A                                        | 30 noiembrie 2013 | Difuzat în India.                                                          |
| 28             | Insula Monștrilor                                                         | N/A                                        | 31 decembrie 2014 | Difuzat în Australia. Pilot al serialului cu același nume.                 |
| 29             | Un show obișnuit: Filmul                                                  | TV-PG                                      | 1 august 2015 (Downtown Independent) 1 septembrie 2015 (digital) 13 octombrie 2015 (DVD) 25 noiembrie 2015 (Cartoon Network) |                                                                            |
| 30             | Steven Univers: Filmul                                                    | TV-PG                                      | 2 septembrie 2019 | Finalul serialului Steven Univers.                                         |
| Anii 2020      |                                                                           |                                            | |                                                                            |
| 31             | Aventurile fraților urși: Filmul                                          | TV-Y7                                      | 30 iunie 2020 (digital) 7 septembrie 2020 (Cartoon Network)                                                                  | Finalul serialului Aventurile fraților urși.                               |
| 32             | Ben 10 Împotriva Universului: Filmul                                      | TV-Y7 FV                                   | 10 octombrie 2020 |                                                                            |
| 33             | Craig Înainte de Dumbravă                                                 | TV-G                                       | 11 decembrie 2023 (digital) 13 ianuarie 2024 (Cartoon Network)                                                               | Prequel al serialului Craig și dumbrava.                                   |
| Filme viitoare |                                                                           |                                            | |                                                                            |
| 34             | The Age of Wonders                                                        | VFA                                        | 2025 | Film spin-off al serialului Iyanu                                          |
| 35             | Film fără nume cu Iyanu                                                   | VFA                                        | 2026 |                                                                            |
| 36             | The Adventure Time Movie                                                  | VFA                                        | VFA |                                                                            |
| 37             | The Amazing World of Gumball: The Movie!                                  | VFA                                        | VFA |                                                                            |

### Filme live action
| #         | Titlu                                    | Evaluare  | Data premierei     | Note                                                          |
| Anii 2000 | Anii 2000                                | Anii 2000 | Anii 2000          | Anii 2000                                                     |
| --------- | ---------------------------------------- | --------- | ------------------ | ------------------------------------------------------------- |
| 1         | Din mintea lui Jimmy                     | TV-PG     | 8 decembrie 2006   | Film live-action/animat. Pilot al serialului cu același nume. |
| 2         | Ben 10 - Cursa împotriva timpului        | TV-PG     | 21 noiembrie 2007  | Bazat pe Ben 10.                                              |
| 3         | Scooby-Doo: Începutul misterului         | TV-PG     | 23 septembrie 2009 | Bazat pe Scooby-Doo.                                          |
| 4         | Ben 10: Roiul extraterestru              | TV-PG     | 25 noiembrie 2009  | Bazat pe Ben 10: Echipa extraterestră.                        |
| Anii 2010 |                                          |           |                    |                                                               |
| 5         | Scooby-Doo! Blestemul monstrului din lac | TV-PG     | 16 octombrie 2010  | Continuare a filmului Scooby-Doo: Începutul misterului        |
| 6         | Invincibilii                             | TV-G      | 23 noiembrie 2011  | Pilot al serialului cu același nume.                          |